# کاترفاژ دو برئو
ژان لوئی آرمان دو کاترفاژ دو برئو(به فرانسوی: Jean Louis Armand de Quatrefages de Bréau) (زادهٔ ۱۰ فوریه ۱۸۱۰- مرگ ۱۲ ژانویه ۱۸۹۲) طبیعی‌دان و مردم‌شناس فرانسوی بود.

## زندگی‌نامه
وی در گار زاده‌شده و پسر یک کشاورز پروتستان بود. او در استراسبورگ درس پزشکی خوانده‌بود و چندی را هم در تولوز بدین پیشه گذراند. سپس به پاریس رفت توانست در ۱۸۵۰ در لیسه ناپلئون استاد علوم طبیعی گردد و به عضویت آکادمی علوم فرانسه درآید. در ۱۸۷۹ به عضویت انجمن سلطنتی درآمد. مرگ او در پاریس رخ‌داد.
او در زمینهٔ موضوعات وابسته به جانورشناسی سخت شیفته و کوشا بود. از او نوشته‌های چندی برجای مانده‌است.